# Weather Report (1982)
Weather Report is een muziekalbum dat in 1982 werd uitgebracht door de gelijknamige jazzrockformatie. Het is tevens hun tweede album met deze naam.

## Nummers
1. Volcano For Hire (Zawinul) – 5:25
2. Current Affairs (Zawinul) – 5:54
3. N.Y.C. (41st Parallel/The Dance/Crazy About Jazz) (Zawinul) – 10:11
4. Dara Factor One (Zawinul) – 5:25
5. When It Was Now (Shorter) – 4:45
6. Speechless (Zawinul) – 5:58
7. Dara Factor Two (Zawinul/Shorter/Pastorius/Erskine/Thomas Jr.) – 4:27

## Musici
- Joe Zawinul - Keyboards, piano, clay drum, drumcomputer, percussie, stem, hoorn, houtblaasinstrument, string en brass sounds
- Wayne Shorter - Saxofoons
- Jaco Pastorius - Bas, percussie, stem
- Peter Erskine - Drums, drumcomputer, claves
- Robert Thomas Jr. - Percussie

Bandleden: Joe Zawinul · Wayne Shorter · Jaco Pastorius · Peter Erskine

Miroslav Vitouš · Eric Gravatt · Alphonse Mouzon · Airto Moreira · Alex Acuña · Manolo Badrena · Dom Um Romão · Alphonso Johnson · Victor Bailey · Omar Hakim · José Rossy
Discografie: Weather Report (1971) · I Sing the Body Electric · Live in Tokyo · Sweetnighter · Mysterious Traveller · Tale Spinnin' · Black Market · Heavy Weather · Mr. Gone · 8:30 · Night Passage · Weather Report (1982) · Procession · Domino Theory · Sportin' Life · This Is This